# Braunshof (Sengenthal)
Braunshof ist ein Gemeindeteil der Gemeinde Sengenthal im Landkreis Neumarkt in der Oberpfalz in Bayern.

## Lage
Die Einöde Braunshof liegt im Oberpfälzer Jura auf 423 m ü. NHN und ist von dem an der Staatsstraße 2220 liegenden Rocksdorf aus über die Straße „Zur Richt“ in nordöstlicher Richtung zu erreichen.

## Geschichte
1144 ist eine Ansiedelung „Brunoshube“ (= Hube des Brun) erstmals genannt. 1298 erscheint ein Marquard von „Breviningeshof“ urkundlich, der zugunsten des Zisterzienserinnenklosters Seligenporten auf seine Einnahmen aus Reut (abgegangen bei Sulzbürg) verzichtet. Da es einen weiteren Ort namens Braunshof westlich von Freystadt bei Mörsdorf gibt, ist nicht eindeutig, welche Nennung sich auf Braunshof bei Forst bezieht.
Nach dem Ende des Alten Reiches (1802), im Königreich Bayern (1806) gehörte der Braunshof dem zwischen 1810 und 1820 gebildeten Steuerdistrikt Forst, dann der gleichnamigen Ruralgemeinde an, die aus Forst selber (zur Pfarrei Berngau gehörend, 1840 mit 38 Häusern und 204 Einwohnern), Braunshof, Rocksdorf (evangelisches Kirchdorf, 1840 mit 18 Häusern und 92 Einwohnern) und Stadlhof bestand und in die Gemeinde Wiefelsbach mit ihren zehn Einöden integriert wurde. Dem Landgericht (ab 1862 Bezirksamt, ab 1879 Landkreis) Neumarkt zugeordnet, umfasste sie um 1937 die sechs Orte Forst, Braunshof, Gollermühle, Kastenmühle, Schlierfermühle und Stadelhof, 1960 die zwölf Orte Forst, Birkenmühle, Braunmühle, Braunshof, Dietlhof, Gollermühle, Greißelbach, Kanalschleuse 31 (1960 unbewohnt), Kanalschleuse 32 (1987 unbewohnt), Kastenmühle, Schlierferhaide/Schlierfermühle und Stadlhof. Im Zuge der Gebietsreform in Bayern erfolgte am 1. Januar 1972 die Eingliederung der Gemeinde Forst in die Gemeinde Sengenthal im Landkreis Neumarkt.
Gemäß der Volkszählung vom 1. Dezember 1871 hatte Braunshof, nunmehr zur katholischen Pfarrei und Schule Reichertshofen gehörend (die Protestanten waren seit 1873 in die Pfarrei Sulzbürg gepfarrt), sechs Gebäude mit 13 Einwohnern, an Großvieh zwei Pferde und 18 Rinder. 25 Jahre später hatte die Einöde zwei Wohngebäude und war von acht Personen bewohnt.

### Einwohnerzahlen
- 1830: 06[13]
- 1871: 13[11]
- 1900: 08[12]
- 1937: 08 (Protestanten)[14]
- 1961: 08[15]
- 1987: 13[1]